# Церковь Казанской иконы Божией Матери (Новая Усмань)
Церковь Казанской иконы Божией Матери — православный храм Воронежской и Борисоглебской епархии, в селе Новая Усмань Новоусманского района Воронежской области.

## История
Казанская церковь в Новой Усмани была построена в 1870 году в стиле классицизма. Освящал храм архиепископ Воронежский и Задонский Серафим.

## Современный статус
В настоящее время церковь Казанской иконы Божией Матери в Новой Усмани является объектом исторического и культурного наследия областного значения. Региональная категория охраны № 510.

## Фотографии

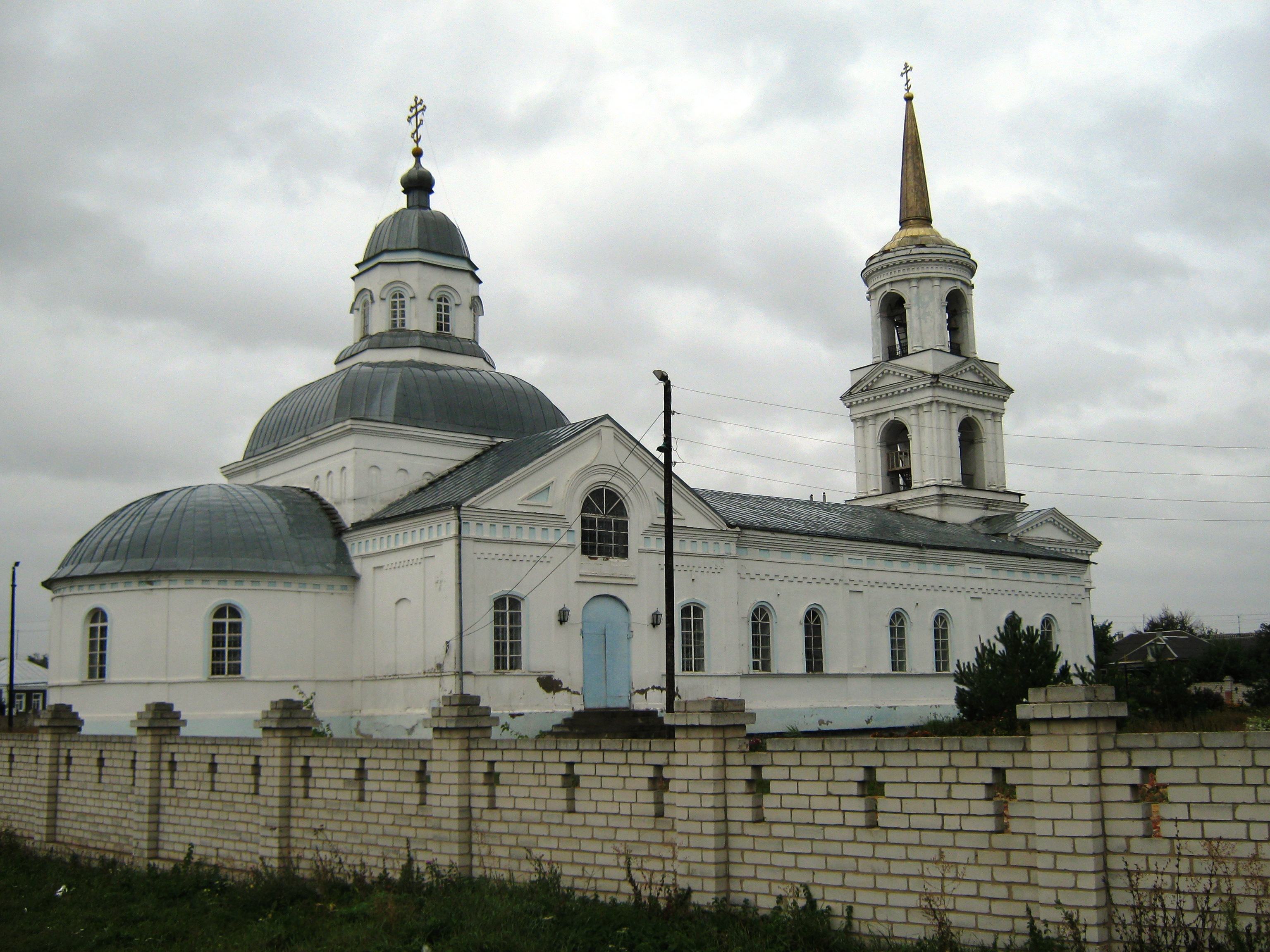
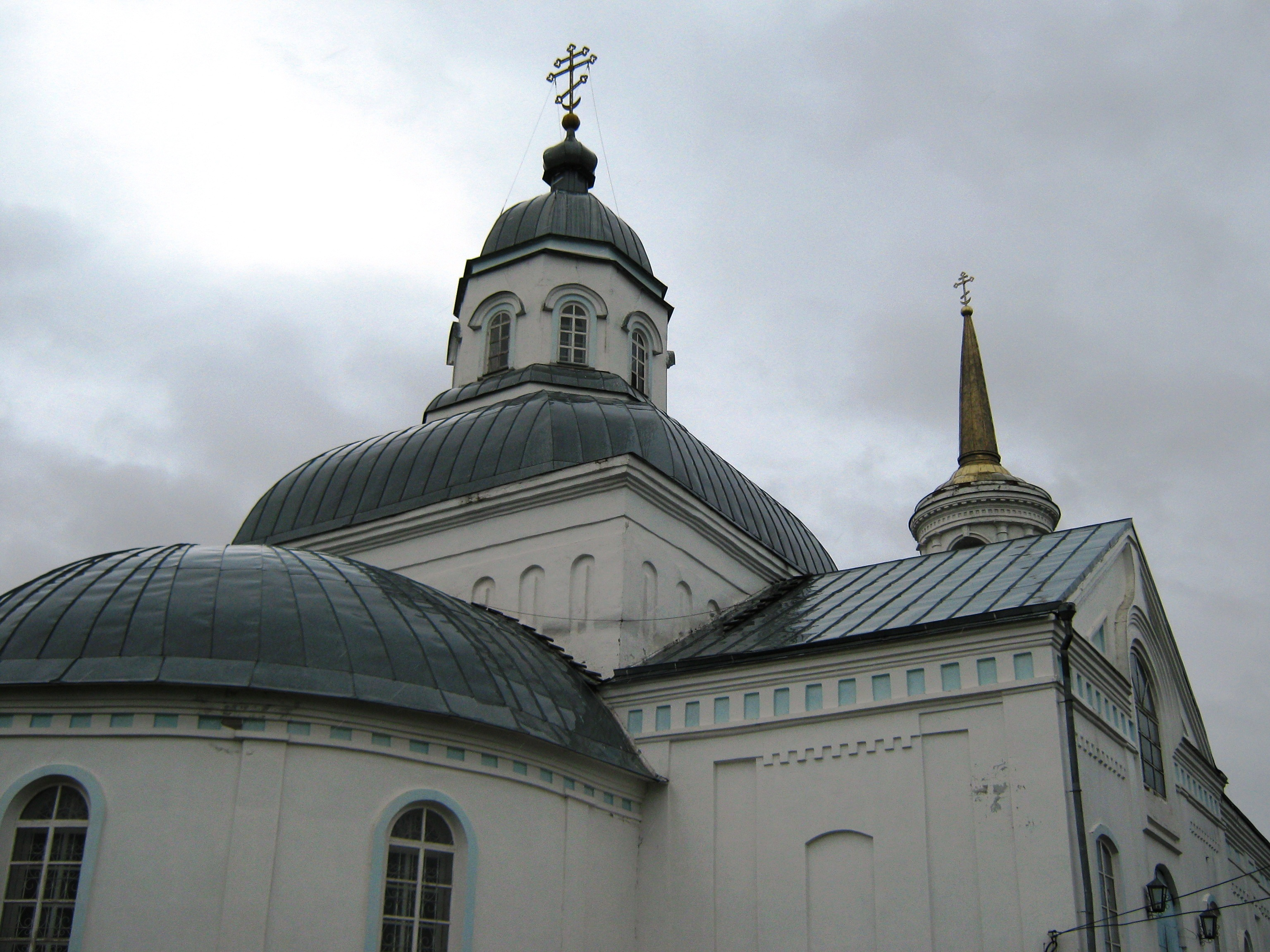

## Духовенство
- Настоятель храма — протоиерей Сергий Дорофеев
- Иерей Максим Крючков
- Иерей Николай Енин[3]